# Программа-вымогатель
Программа-вымогатель, программа-шантажист (англ. ransomware — контаминация слов ransom — выкуп и software — программное обеспечение), винлокер (англ. winlocker — блокировщик Windows) — тип зловредного программного обеспечения, предназначен для вымогательства, блокирует доступ к компьютерной системе или предотвращает считывание записанных в нём данных (часто с помощью методов шифрования), а затем требует от жертвы выкуп для восстановления исходного состояния.

## Типы программ-вымогателей
В настоящий момент существует несколько кардинально отличающихся подходов в работе программ-вымогателей:
- Шифровальщики (ransomware). После установки на компьютер жертвы шифруют рабочие файлы в системе (например, все файлы с распространёнными расширениями) и вымогают деньги за ключ. При этом компьютер остаётся работоспособным, но все файлы пользователя оказываются недоступными[4].
- Блокировщики (blocker). Блокируют устройство\экран, часто с выведенным на него порноконтентом, и вымогают деньги за возвращение работоспособности, выход с заблокированного экрана[5].
- Запугиватели (scareware). Поддельные антивирусы и другие программы-вымогатели, которые выводят предупреждение пользователям о том, что их устройство заражено вирусом или вредоносным ПО. Затем призывают жертву заплатить за удаление вируса или вредоносного ПО с устройства[6].

### Блокировка или помеха работе в системе
После установки Trojan.Winlock/LockScreen на компьютер жертвы программа блокирует компьютер с помощью системных функций и прописывается в автозагрузке (в соответствующих ветках системного реестра). При этом на экране пользователь видит какое-либо выдуманное сообщение, к примеру, о якобы незаконных действиях, только что совершённых пользователем (даже со ссылками на статьи законов), и требование выкупа, нацеленное на испуг неопытного пользователя — отправить платное СМС, пополнить чей-либо счёт, в том числе анонимным способом вроде BitCoin. Причём, трояны этого типа часто не проверяют пароль. При этом компьютер остаётся в рабочем состоянии. Часто присутствует угроза уничтожения всех данных, но это всего лишь попытка запугать пользователя. Иногда в вирус все же включают инструменты уничтожения данных, таких как шифрование по асимметричному ключу, но они либо не срабатывают должным образом, либо имеет место низкоквалифицированная реализация. Известны случаи наличия ключа расшифровки файлов в самом коде трояна, а также технической невозможности расшифровки данных самим взломщиком (несмотря на оплаченный выкуп) по причине отсутствия или утери этого ключа даже у него.
Иногда удаётся избавиться от вируса, воспользовавшись формами разблокировки на антивирусных сайтах или специальными программами, созданными антивирусными компаниями для разных географических регионов действия троянов и, как правило, доступными свободно. Кроме того, в некоторых случаях, в безопасном режиме возможно в диспетчере задач отыскать процесс трояна, найти его файл и удалить. Также, стоит учесть, что троян способен, в некоторых случаях, сохранять работоспособность и в безопасном режиме. В таких случаях, необходимо войти в безопасный режим с командной строкой и запустить процесс explorer в консоли и удалить троян либо воспользоваться сервисами антивирусных программ.

### Шифрование файлов в системе
После установки на компьютер жертвы программа зашифровывает большую часть рабочих файлов (например, все файлы с распространёнными расширениями). При этом компьютер остаётся работоспособным, но все файлы пользователя оказываются недоступными. Инструкцию и пароль для расшифровки файлов злоумышленник обещает прислать за деньги.
Вирусы-шифровальщики появились хронологически после винлокеров. Их распространение связано с UAC и оперативными исправлениями Microsoft: прописаться в системе без ведома пользователей становится сложнее, но компьютер-то предназначен, чтобы работать с пользовательскими файлами. Их можно испортить даже без административных привилегий.
К таким программам-мошенникам относятся
- Trojan-Ransom.Win32.Cryzip / Gpcode / Rector / Xorist; WannaCry 2.0; Petya; Bad Rabbit

## Способы распространения

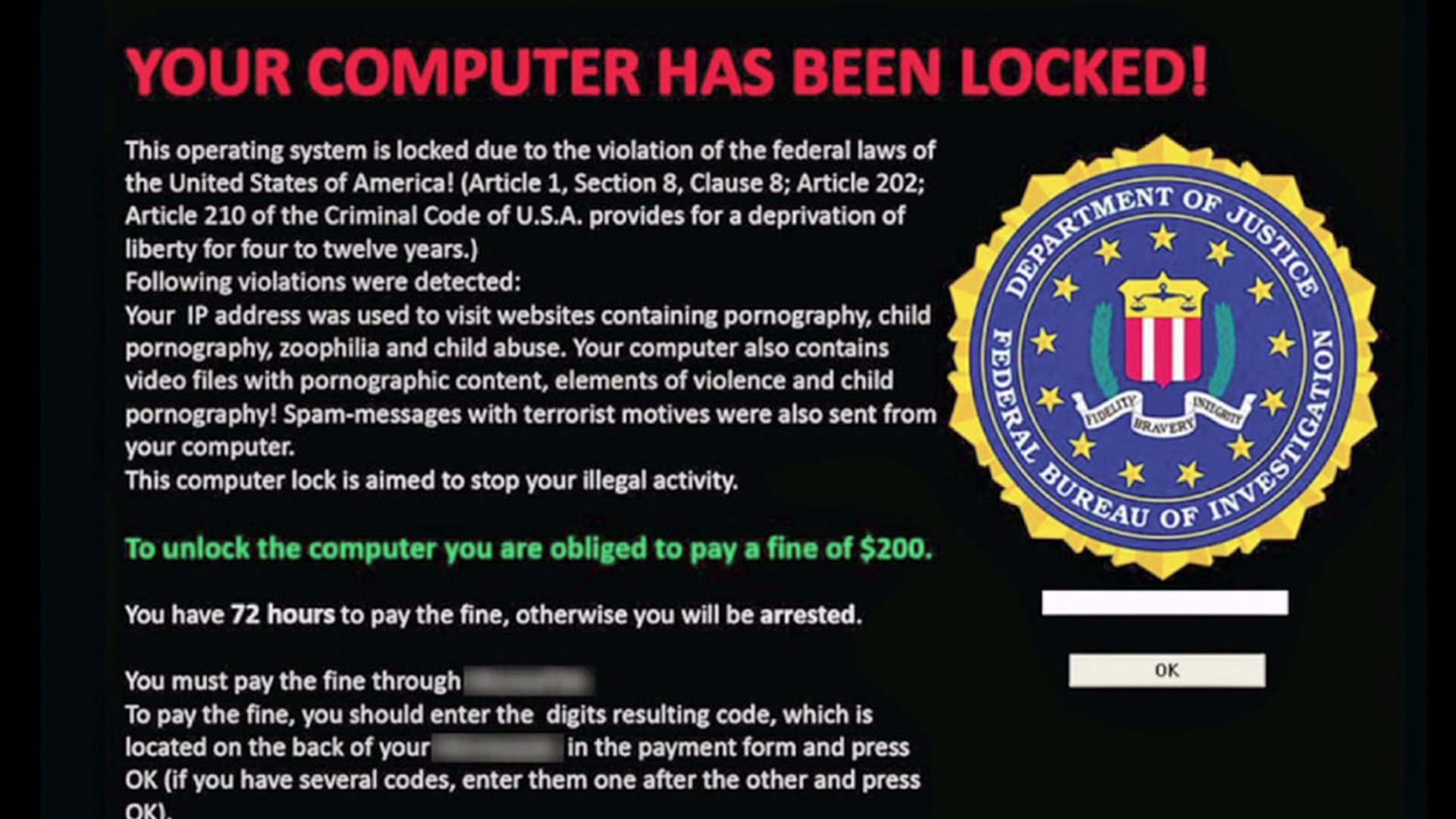

Программы, относящиеся к ransomware, технически представляют собой обычный компьютерный вирус или сетевой червь, и заражение происходит точно так же — из массовой рассылки при запуске исполняемого файла или при атаке через уязвимость в сетевой службе.
Основные пути распространения ransomware:
- уязвимости веб-браузеров (эксплойты <iframe>, XSS и прочие);
- уязвимости клиентов электронной почты;
- уязвимости операционной системы;
- скачивание вредоносного контента с заражённых веб-сайтов;
- через ботнет;
- через игровые серверы (Trojan-Ransom.Win32.CiDox)[10];
- с помощью фишинга и вишинга[11][12];
- RaaS («программа-вымогатель как услуга»): злоумышленники, которые имеют возможность проникнуть в сеть организации, арендуют программу-шифровальщик, чтобы вручную установить его на компьютерах в организации. Если жертва платит выкуп, то большую его часть получает тот, кто установил программу, а меньшую — автор вредоносного ПО[13].

## Способы борьбы
Общие правила личной информационной дисциплины:
- регулярное резервное копирование важных файлов;
- наличие на компьютере антивируса уровня Internet Security со свежими базами;
- проверка антивирусом всех новых программ перед их первым запуском;
- запуск подозрительных программ в виртуальной среде («безопасная среда», «песочница»), если антивирус предоставляет такую возможность;
- регулярное обновление компонентов операционной системы (Windows Update);
- презумпция виновности и предвзятости ко всем получаемым бинарным файлам любым способом.

В случае когда заражение уже произошло, стоит воспользоваться утилитами и сервисами, которые предоставляют антивирусные компании. Однако устранить заражение без выплаты выкупа удаётся далеко не всегда.

## История
Вирусы-вымогатели начали заражать пользователей персональных компьютеров с мая 2005 года. Известны следующие экземпляры: TROJ.RANSOM.A, Archiveus, Krotten, Cryzip, MayArchive.
Наиболее известен вирус Gpcode (PGPCoder) и его варианты — Gpcode.a, Gpcode.aс, Gpcode.ag, Gpcode.ak (последний примечателен тем, что использует для шифрования файлов алгоритм RSA с 1024-битным ключом).
В марте 2013 года специалистами компании Dr. Web обнаружен шифровальщик ArchiveLock, атаковавший пользователей Испании и Франции, который для выполнения вредоносных действий по шифрованию файлов использует легальный архиватор WinRAR, а затем после шифрования безвозвратно удаляет оригинальные файлы утилитой Sysinternals SDelete.
О масштабах возникшего криминального бизнеса говорит следующий факт. В конце 2013 года шифровальщик CryptoLocker использовал платёжную систему Bitcoin для получения выкупа. В декабре 2013 года журнал ZDNet провёл, основываясь на доступности информации о транзакциях Bitcoin, оценку переводов средств от заражённых пользователей за период с 15 октября по 18 декабря и только к окончанию этого периода операторам CryptoLocker удалось собрать около 27 миллионов долларов, по актуальной в то время цене биткойнов.
Известные атаки
2017:
WannaCry (май); Petya (июнь);
Bad Rabbit (октябрь)
2022: осенью появилось более 50 фишинговых сайтов, распространяющих программу для разгона видеокарт MSI Afterburner, заражённую вирусом RedLine.

## География
Пользуясь интернетом, злоумышленники могут действовать во всем мире: только в Австралии, по официальным данным, с августа по декабрь 2014 года произошло около 16 тыс. эпизодов онлайн-вымогательства, при этом общая сумма выкупа составила около 7 млн долларов.
«Русский» след
По мнению специалистов, косвенные признаки указывают на связь разработчиков программ-вымогателей c бывшими республиками СССР и Россией. В пользу этой версии говорят следующие факты:
- Большинство объявлений с предложением вымогательского ПО размещается на русскоязычных форумах в даркнете.
- Активность хакерских групп в интернете приходится в основном на рабочие часы по московскому времени и отсутствует во время выходных и праздников по российскому календарю.
- Зачастую вредоносные программы содержат код, препятствующий заражению систем с русской раскладкой клавиатуры.
- Количество жертв вымогательства в России пренебрежимо мало по сравнению с западными странами.